# Ковч, Емельян Григорьевич
Емелья́н (Емилиа́н) Григо́рьевич Ковч (укр. Омелян Григорович Ковч; 20 августа 1884, Космач — 25 марта 1944, концлагерь Майданек, Польша) — священник Украинской грекокатолической церкви. Во время Второй мировой войны спасал евреев от уничтожения. В 1999 году удостоен Еврейским советом Украины звания «Праведник Украины». В 2001 году был беатифицирован римским папой Иоанном Павлом ІІ.

## Биография
Емельян Ковч родился в семье священника Григория Ковча (1861—1919) и Марии Яскевич-Волфельд (1891—1939). По окончании Львовской гимназии вступил в римскую Коллегию святых Сергия и Вакха, где проучился с 1905 по 1910 год.
В 1911 году был рукоположён епископом Григорием Хомишиным во священники. Свою службу начал в Подволочиске (ныне в Тернопольской области Украины).
В 1912 году уезжает в Боснию, где занимается пастырским окормлением эмигрантов из Галичины. В 1916 году возвращается на Украину, в 1919-м становится капелланом Украинской Галицкой армии Западно-Украинской Народной Республики, за что позже попадает в польский концлагерь. В 1922 году его назначают приходским священником грекокатолической общины в городе Перемышляны, недалеко от Львова.
Во время немецкой оккупации Западной Украины, пытаясь спасти евреев от уничтожения, крестил их и выдавал им метрики о крещении, невзирая на запрет этого оккупационными властями. В общей сложности им было выдано более 600 свидетельств о крещении. Обратился с письмом к Гитлеру, в котором осуждал массовые убийства евреев и требовал разрешения посещать евреев в гетто. За эти действия был арестован в январе 1943 года (данные об аресте в декабре 1942 года неверны) и заключён сперва во львовскую тюрьму на Лонцкого, а затем в концлагерь Майданек, где втайне продолжал свою священническую деятельность. По данным музея Майданека, из-за травмы ноги у него развилась флегмона, в связи с которой возникла сердечная недостаточность, приведшая к смерти 25 марта 1944 года, его тело сожжено в крематории.

## Беатификация
24 апреля 2001 г. в присутствии Его Святейшества папы Иоанна Павла II в Ватикане провозглашены декреты мученичества, героических добродетелей и чудес 52 слуг Божьих. Декреты касались и 28 слуг Божьих Украинской Греко-Католической Церкви. Одним из декретов утверждено мученичество 26 кандидатов обеспархиального процесса, завершенного во Львове 2 марта. Передана оттуда документация на каждого из них содержала жизнеописание, сведения о мученической смерти, а также богословский анализ его работ, если такие были. Признано мученическую смерть 8 епископов, 14 священников, 3 монахинь и одного мирянина. Во время пастырского визита в Украину Святейший Отец 27 июня 2001 г. на поле львовского ипподрома во время Божественной Литургии в византийско-славянском обряде провозгласил блаженными (то есть, в восточном понимании — святыми) 28 украинских мучеников и верных слуг Божьих УГКЦ. Тогда впервые чин беатификации по латинскому обряду совершен на украинской земле, как и впервые — в контексте Восточной Литургии.
Украинская Греко-Католическая Церковь чтит литургическую память ок. свщмч. Емельяна Ковча 27 июня по юлианскому календарю (14 июня по григорианскому).

## Покровитель
Осенью 2008 г. Синод епископов УГКЦ провозгласил Блаженного Священномученика Емельяна Покровителем пастырей УГКЦ. А 24 апреля 2009 г., В Киеве, на территории строительства Патриаршего центра УГКЦ состоялось торжественное провозглашение бл. свщмч. Емельяна Покровителем пастырей УГКЦ.
27 апреля 2009 года из Майданека в Одессу был доставлен прах, оставшийся от множества сожжённых нацистами людей. Из-за того, что невозможно было обрести подлинные мощи блаженного Емельяна Ковча, руководство УКГЦ приняло решение считать этот прах мощами блаженного мученика.

## Свидетельство исцелений
У праха блаженного священномученика Емельяна Ковча молились за оздоровление двух девочек, страдавших от нервных расстройств. После недели молитв, исповеди, причастия, болезнь отошла.